# Ежи (Томская область)
Ежи (Ежинские юрты) — село в Первомайском районе Томской области России. Входит в состав Сергеевского сельского поселения. Население 352 чел. (2021) .

## История
Изначально проживали чулымские татары (чулымцы), которые к началу 20 века полностью ассимилировались среди русских.
По переписи 1897 года здесь проживало 145 человек из них 125 чулымцы и 20 русских.
В 1926 году состояло из 85 хозяйств и 498 человек, основным населением стали русские. Центр Ежинского сельсовета Зачулымского района Томского округа Сибирского края.
Согласно закону Томской области от 10 сентября 2004 года № 204-ОЗ село вошло в состав Сергеевского сельского поселения.

## Население
| 1926 | 2002 | 2010 | 2012 | 2013 | 2014 | 2015 | 2021 |
| ---- | ---- | ---- | ---- | ---- | ---- | ---- | ---- |
| 498  | ↘490 | ↘386 | ↗387 | ↗389 | ↗392 | ↘391 | ↘352 |

Национальный состав
По переписи 1897 года основным населением были коренные тюрки.
Согласно результатам переписи 2002 года, в национальной структуре населения русские составляли 91 %.